# Бурба, Владимир Трофимович
Владимир Трофимович Бурба (1918—1944) — гвардии лейтенант Рабоче-крестьянской Красной Армии, участник Великой Отечественной войны, Герой Советского Союза (1945).

## Биография
Владимир Бурба родился в 1918 году в городе Радомышль (ныне — Житомирская область Украины) в рабочей семье. Окончил среднюю школу. В 1938—1940 годах проходил службу в Рабоче-крестьянской Красной Армии. В 1941 году Бурба окончил второй курс Ленинградского кораблестроительного института. В июне 1941 года был повторно призван в армию. В 1942 году вступил в ВКП(б). С того же года — на фронтах Великой Отечественной войны. Участвовал в боях на Южном, Юго-Западном, 3-м Украинском и 1-м Белорусском фронтах. В 1942 году окончил курсы «Выстрел». К августу 1944 года гвардии лейтенант Владимир Бурба командовал стрелковой ротой 220-го гвардейского стрелкового полка (79-й гвардейской стрелковой дивизии, 28-го гвардейского стрелкового корпуса,  8-й гвардейской армии, 1-го Белорусского фронта). Отличился во время форсирования Вислы.

Стрелковая рота, которой командовал лейтенант Владимир Трифонович Бурба, занимала оборону во ржи. В ходе боя выяснилось, что это был самый ответственный участок обороны дивизии, — враг направил сюда главный удар. Коммунист Бурба умело организовал оборону. Танки были встречены гранатами и огнём бронебоек. Стрелки били по смотровым щелям из винтовок и пулемётов, ослепляя водителей вражеских машин.
Шесть атак одну за другой предприняли гитлеровцы, но не могли пробиться через рубеж, занятый гвардейцами. Началась седьмая атака. Танки вплотную подошли к позициям наших пехотинцев. Лейтенант устремился навстречу головному танку и связкой гранат подбил его. Но тут надвинулся второй танк. Бурба, не видя другого способа остановить врага, со второй связкой гранат бросился под вражескую машину и подорвал её.
Офицер-коммунист до последнего дыхания был верен присяге. Ценой своей жизни он задержал врага. Воодушевленные бессмертным подвигом командира, гвардейцы стояли насмерть. Никто не щадил своей жизни, у всех была одна мысль: выстоять н победить, отомстить врагу за смерть любимого командира. 
— Маршал Советского Союза В.И. Чуйков, "Конец третьего рейха"
1 августа 1944 года рота Бурбы форсировала Вислу к юго-востоку от Варшавы. В течение дня бойцы отражали немецкие контратаки. На второй день после массированных авианалётов немецкие войска предприняли новые контратаки. Шесть атак было отбито за второй день. Во время седьмой контратаки, когда позиции роты атаковали 17 танков, Бурба в криком: «Смерть фашизму! Умрем, но не отступим!» — бросился к танкам и подорвал гранатами два из них. 7 августа 1944 года, когда немецкие войска в очередной раз атаковали позиции роты, Бурба уничтожил один танк связкой гранат, а под второй бросился сам с ещё одной связкой в руках. Танк был уничтожен, но и сам Бурба при этом взрыве погиб. Подвиг Бурбы позволил отбить эту атаку, а к вечеру к остаткам роты подошли подкрепления. Владимир Бурба был похоронен в селе Мушковичи Варшавского воеводства Польши.

## Награды
Указом Президиума Верховного Совета СССР от 24 марта 1945 года за «беспримерный подвиг в боях с немецко-фашистскими захватчиками на плацдарме за рекой Висла» гвардии лейтенант Владимир Бурба посмертно был удостоен высокого звания Героя Советского Союза. Также был награждён орденами Ленина и Красной Звезды.

## Память
В честь Бурбы названа улица в Радомышле. На памятнике Героям Советского Союза — уроженцам Радомышльского района — высечено имя Бурбы.